# Língua frísia ocidental
Frísio ocidental é uma língua germânica ocidental falada na Frísia, província dos Países Baixos onde é idioma oficial, em geral pelas pessoas de etnia frísia. É a mais falada das línguas frísias, com 467 000 falantes nativos. O frísio ocidental é considerado pela UNESCO uma língua em perigo de extinção, listada como vulnerável.

## Etimologia
Westerlauwersk significa "a oeste do rio Lauwers". O nome frysk, assim como seu exônimo português frísio, derivam da latinização frisīi, talvez vinda de uma palavra germânica significando "cacheado", em referência aos cabelos dos habitantes da tribo frísia.

## Distribuição
A família linguística frísia é também composta pelos menos falados frísio oriental e frísio norte, mutuamente ininteligíveis. O frísio ocidental tem dialetos: Thomas L. Marker distingue entre frísio klei, frísio klei-norte, frísio waden e frísio hook-sudeste no continente, e os dialetos das ilhas Terschelling e Schiermonnikoog. Os sotaques insulares não são inteligíveis entre si, nem entre os dialetos continentais.

Bandeira da Frísia

O frísio ocidental é falado majoritariamente na sua terra original, a Frísia, onde é usado por 70% da população. Lá, ele convive com o holandês, língua oficial nacional, pelo qual foi e é muito influenciado.

## Fonologia

### Consoantes
As consoantes do frísio ocidental são as seguintes:
|                   | Labial | Alveolar | Dorsal | Glotal |
| ----------------- | ------ | -------- | ------ | ------ |
| Nasal             | m      | n        | ŋ      |        |
| Plosivo           | p b    | t d      | k g    |        |
| Fricativo         | f v    | s z      | χ ɣ    | h      |
| Vibrante múltipla |        | r        |        |        |
| Aproximante       | w      | l        | j      |        |

Quando em pares, a consoante à esquerda é surda e a consoante à direita é sonora.

### Vogais
As vogais do frísio ocidental são as seguintes:
|             | Anterior        | Anterior    | Central | Posterior |
|             | Não-arredondada | Arredondada | Central | Posterior |
| ----------- | --------------- | ----------- | ------- | --------- |
| Fechada     | i i:            | y :         |         | u :       |
| Semifechada | ɪ e:            | ø ø:        | ə       | o :       |
| Semiaberta  | ɛ ɛ:            |             | ə       | ɔ ɔ:      |
| Aberta      |                 |             | a :     |           |

Quando em pares, a vogal à esquerda é curta e a consoante à direita é longa.

## Ortografia
A Fryske Akademy [nl] é o órgão regulador da ortografia atual. Ela usa o alfabeto latino com diacríticos agudos e circunflexos para as letras A, E, O e U. As letras Q, X e C são usadas somente em empréstimos de outras línguas. Em algumas palavras, consoantes são dobradas para mostrar que a vogal precedente é curta. A escrita é baseada no princípio fonológico, mas há exceções motivadas pelos princípios de etimologia, analogia e uniformidade. Por ser escrito com o alfabeto latino, muito da ortografia frísia é intuitivo para um falante de português. Eis as principais exceções a essa regra.
| Grafema | Fonema      |
| ------- | ----------- |
| a       | /a/         |
| a       | /a:/        |
| â       | /ɔ:/        |
| e       | /ε/         |
| e       | /e:/        |
| e       | /ə/         |
| ê       | /ε:/        |
| i       | /i/         |
| i       | /i:/        |
| i       | /ɪ/         |
| o       | /o/         |
| o       | /o:/        |
| o       | /ɔ/         |
| ô       | /ɔ:/        |
| u       | /y/         |
| u       | /y:/        |
| u       | /ø/         |
| û       | /u/         |
| û       | /u:/        |
| ú       | /y/         |
| ú       | /y:/        |
| y       | /i/         |
| w       | /v/         |
| ch      | /x/         |
| ng      | /ŋ/         |
| c       | /k/         |
| c       | /s/         |
| x       | sempre /ks/ |
| h       | /h/         |
| g       | sempre /g/  |
| j       | /j/         |

O frísio ocidental tem desvozeamento de obstruentes finais, sendo assim, o que seriam /b d v z ɣ/ finais são pronunciados /p t f s χ/. A escrita reflete esse processo, exceto com plosivos. Assim, dief (ladrão) vira dieverij (roubo), mas goed vira goede (ambas são formas da palavra "bom"), mesmo com o D do primeiro sendo pronunciado como T.

## Gramática

### Pronomes pessoais
Os pronomes pessoais variam em pessoa (1ª, 2ª, 3ª), número (singular e plural) e caso (reto e oblíquo), como no português. Faz-se uma distinção de formalidade entre os pronomes de 2ª pessoa singular (familiar e formal) e uma de gênero entre os da 3ª pessoa singular (neutro, feminino e masculino). Há também uma distinção geral de tonicidade (tônico e átono). Além de os pronomes femininos de 3ª pessoa serem, com a exceção do oblíquo tônico, idênticos aos da 3ª pessoa plural, sujeitos femininos concordam com verbos de 3ª pessoa plural.
|                | Reto tônico | Reto átono | Oblíquo tônico | Oblíquo átono |
| -------------- | ----------- | ---------- | -------------- | ------------- |
| 1S             | ik, ikke    | 'k         | my             | my            |
| 2S (familiar)  | do/dû       | do/dû      | dy             | dy            |
| 2S (formal)    | jo          | je         | jo             | je            |
| 3S (masculino) | hy          | er         | him            | 'm            |
| 3S (feminino)  | sy, hja     | se         | har            | se            |
| 3S (neutro)    | it          | 't,        | it             | it            |
| 1P             | wy          | we         | ús             | ús            |
| 2P             | jim(me)     | jim(me)    | jim(me)        | jim(me)       |
| 3P             | sy, hja     | se         | har(ren)       | se            |

### Substantivos
Os substantivos variam em gênero, número e caso.

#### Gênero
Os gêneros dos substantivos não se encontram neles mesmos, mas nas palavras que concordam gramaticalmente com eles, como artigos e adjetivos. Há dois gêneros: comum e neutro. Em última análise, a distribuição entre esses gêneros é arbitrária, mas há uma tendência de substantivos referentes a humanos serem de gênero comum e substantivos incontáveis serem de gênero neutro.
O conceito de substantivos incontáveis é inexistente no português. Eles têm a propriedade sintática de, por sua própria definição, serem difíceis ou mesmo impossíveis de serem contados objetivamente. São conceitos abstratos como filosofia e vôlei, mas também podem ser coisas mais materiais. Por exemplo, duas lasanhas, uma em cima da outra, se tornam uma só, porém maior. No final, não haveria diferença entre comer uma lasanha dessa e outra que foi feita como uma só. Da mesma forma, ao dividir uma lasanha grande ao meio, está se criando duas lasanhas menores novas. Pela falta de objetividade na definição, palavras como psicologia, chá, água e inteligência são substantivos incontáveis.
Os substantivos plurais e/ou comuns tomam o artigo definido de, os neutros singulares tomam it, e todos tomam o artigo indefinido in. O artigo vem antes do substantivo, como no português.

#### Número
Há duas distinções de número: singular, não marcado, e plural, marcado por sufixo, como no português. Os plurais regulares são feitos adicionando -s em palavras que terminam em vogal átona ou em -en, -em, -el ou -er, e adicionando -en nos outros casos. Leppel (colher) vira leppels, auto (carro) vira autos, aai (ovo) vira aaien e ring (anel) vira ringen.

#### Caso
Do sistema de casos do frísio antigo só sobraram os sufixos possessivos -s, -e e -ene, pouco usados. Para denotar posse, é mais comum o uso de preposições.

### Verbos
Os verbos são conjugados em quatro categorias: pessoa, número, tempo (presente e passado) e modo (indicativo e imperativo). Só há uma conjugação imperativa, sempre para a 2ª pessoa. Os verbos do plural não variam em pessoa. O pronome de 2ª pessoa formal leva a conjugação do plural. A voz passiva é feita, regularmente, com o verbo auxiliar wurde, sem afixo. Também há uma distinção entre verbos fracos terminados em -e ou -je, e irregulares, que podem mudar o radical quando conjugados, especificamente por ablaut no passado.
|            | Presente | Presente | Passado  | Passado |
| Pessoa     | Singular | Plural   | Singular | Plural  |
| ---------- | -------- | -------- | -------- | ------- |
| 1ª         | pak      | pakke    | pakte    | pakten  |
| 2ª         | pakst    | pakke    | paktest  | pakten  |
| 3ª         | pakt     | pakke    | pakte    | pakten  |
| Imperativo | pak      | pak      | pak      | pak     |

|            | Presente | Presente | Passado  | Passado |
| Pessoa     | Singular | Plural   | Singular | Plural  |
| ---------- | -------- | -------- | -------- | ------- |
| 1ª         | wurkje   | wurkje   | wurke    | wurken  |
| 2ª         | wurkest  | wurkje   | wurkest  | wurken  |
| 3ª         | wurket   | wurkje   | wurke    | wurken  |
| Imperativo | wurkje   | wurkje   | wurkje   | wurkje  |

### Sentença
A ordem frasal varia entre sujeito-verbo-objeto e sujeito-objeto-verbo (pouco usado fora de orações subordinadas). Há dupla negação, como em Ik doch nimmen gjin oerlêst oan, que significa "eu causo a ninguém nenhuma inconveniência".

## Vocabulário
As línguas frísias são as mais próximas das línguas ânglicas, a família que inclui o inglês, entretanto são mais parecidas com o holandês. Isso se dá porque o inglês recebeu muita influência do latim e do francês, distanciando seus vocabulários. Eis comparações entre as línguas mais próximas do frísio ocidental e o português:
| Língua           | Texto |
| ---------------- | --- |
| Português        | Todos os seres humanos nascem livres e iguais em dignidade e em direitos. Dotados de razão e de consciência, devem agir uns para com os outros em espírito de fraternidade.                 |
| Frísio ocidental | Alle minsken wurde frij en gelyk yn weardigens en rjochten berne. Hja hawwe ferstân en gewisse meikrigen en hearre har foar inoar oer yn in geast fan bruorskip te hâlden en te dragen.     |
| Holandês         | Alle mensen worden vrij en gelijk in waardigheid en rechten geboren. Zij zijn begiftigd met verstand en geweten, en behoren zich jegens elkander in een geest van broederschap te gedragen. |
| Inglês           | All human beings are born free and equal in dignity and rights. They are endowed with reason and conscience and should act towards one another in a spirit of brotherhood.                  |

|      | Frísio  | Inglês  | Holandês |
| ---- | ------- | ------- | -------- |
| 1    | ien     | one     | een      |
| 2    | twa     | two     | twee     |
| 3    | trije   | three   | drie     |
| 4    | fjouwer | four    | vie      |
| 5    | fiif    | five    | vijf     |
| 6    | seis    | six     | zes      |
| 7    | sân     | seven   | zeven    |
| 8    | acht    | eight   | acht     |
| 9    | njoggen | nine    | negen    |
| 10   | tsien   | ten     | tien     |
| 11   | alve    | eleven  | elf      |
| 12   | tolve   | twelve  | twaalf   |
| 100  | hûndert | hundred | honderd  |
| 1000 | tûzen   | thousad | duizend  |

## Menções
Na série britânica Mongrel Nation (2003), o apresentador tenta conversar usando inglês antigo com um falante monolíngue de frísio ocidental.